# NGC 2739
NGC 2739 је спирална галаксија у сазвежђу Велики медвед која се налази на NGC листи објеката дубоког неба.
Деклинација објекта је + 51° 44' 40" а ректасцензија 9h 6m 2,7s. Привидна величина (магнитуда) објекта NGC 2739 износи 14,7 а фотографска магнитуда 15,5. NGC 2739 је још познат и под ознакама MCG 9-15-85, CGCG 264-59, KCPG 185A, PGC 25530.